# Uqba ibn Abi Mu'ayt
Uqba ibn Abi Mu'ayt (arabe : عقبة بن أبي معيط (ʿUqbah ibn ʾAbī Muʿayṭ)) (mort en 624) fut l'un des principaux adversaires de l'Islam. Il était un chef Quraysh et un membre du clan Banu 'Abdu Shams de la tribu Quraysh. Sa mère était Kabsha bint Abd al-Manat, de Banu Amir. Uqbah's aunt, Safiyya bint Abi ‘Amr, married Abu Sufyan. La tante d'Uqbah, Safiyya bint Abi 'Amr, épousa Abu Sufyan.

## Famille
'Uqbah était le fils d'Abu Mu'ayṭ ibn Abu 'Amr ibn Umayyah ibn 'Abd Shams et de Shayma bint Abd-al-Uzza des Banu Amir. La mère d'Abu Mu'ayt était Kabsha bint Abd al-Manat de Banu Amir. 

## Mariage familial
Uqba ibn Abi Muayt a épousé Arwa bint Kurayz , membre de la tribu des Quraychites,  et veuve de 'Affān ibn Abu al-'Āṣ, faisant d'Uqba le beau-père du futur calife Othmân ibn Affân , Abd-Allah et Amina.  Uqba et Arwa ont eu six enfants : Walid , Ammara , Khalid, Umm Kulthum , Umm Hakim et Hind:161.  Tous ses enfants sont devenus musulmans.

## Mort
Dans le Sahih Bukhari, l'un des six grands recueils de Hadiths, sa biographie a été rédigée par Ibn Sa'd al-Baghdadi, qui s'est appuyé sur de nombreuses sources authentiques et fiables, Uqbah est mort sur le champ de bataille lors de la Bataille de Badr dans laquelle il avait un commandement parmi les chefs Quraish dont les corps ont été enterrés dans une fosse ,
Cependant, dans la biographie de Ibn Hichâm, c'est Asim bin Thabit qui a exécuté Uqba alors qu'il fut prisonnier après la bataille de Badr sur les ordres de Mahomet,. 
Selon l'érudit islamique indien, enseignant et écrivain de l'idéologie salafiste Safiur Rahman Mubarakpuri, après la bataille de Badr, ce serait Ali qui aurait décapité les deux prisonniers Nader bin Haris et ‘Uqba Ibn Ab Muwat. Mubarakpuri mentionne que l'exécution est également mentionnée dans Sunan Abu Dawood n° 26 et Anwar Ma'bud 3/12.